# Mistress (serie de televisión surcoreana)
Mistress (Hangul: 미스트리스; RR: Miseuteuriseu, lit.: Mistresses), es una serie de televisión surcoreana transmitida del 28 de abril del 2018 hasta el 3 de junio del 2018, a través de OCN.
La serie es una adaptación de la serie británica Mistresses de SJ Clarkson y Lowri Glain.

## Sinopsis[4]
La serie gira en torno a una propietaria de un café, una psiquiatra, una maestra y una directora de un bufete de abogados.
Siguiendo las escandalosas vidas de Jang Se-yeon, Kim Eun-soo, Han Jung-won y Do Hwa-young un grupo de cuatro amigas de 30 años, así como sus complejas relaciones y profundos secretos.
Cuando el grupo pronto termina envuelto en un caso de asesinato, pronto se ven obligadas a ocultar la verdad. Mientras se revela al criminal, la víctima y el motivo, pronto las amigas comienzan a experimentar las consecuencias psicológicas de lo sucedido.
Cada una tiene su propio camino hacia el autodescubrimiento, mientras desafían el turbulento proceso juntas.

## Reparto

### Personajes principales[8]
| Actor         | Personaje    | N.º de episodios | Notas |
| ------------- | ------------ | ---------------- | --- |
| Han Ga-in     | Jang Se-yeon | 12               | Es una joven madre y propietaria de un café, cuya vida da un vuelco cuando le avisan que su esposo Kim Young-dae, aparentemente había muerto en un accidente. Cuando empieza a recibir misteriosas llamadas telefónicas, sospecha que en realidad él está vivo. |
| Shin Hyun-bin | Kim Eun-soo  | 12               | Es una psiquiatra que ha estado pasando por momentos muy duros desde el instante en que encontró a su novio Cha Min-jae, un hombre casado, muerto. Mientras lidia tanto con su muerte como con la culpa de su relación ilícita con él, su vida se complica cuando entra en ella el hijo de Min-jae, Cha Sun-ho. Cuando presencia el asesinato de una mujer, decide mantenerlo en secreto por temor a que su propio adulterio fuera descubierto. |
| Choi Hee-seo  | Han Jung-won | 12               | Es una maestra que tiene dificultades para concebir un hijo con su esposo Hwang Dong-seok. Debido a que el proceso es agotador y nada romántico, la pareja comienza a distanciarse y cuando su esposo le revela que había dejado embarazada a su amante, Jung-won se enfurece y pronto comienza una relación ilícita con su atractivo compañero de trabajo Kwon Min-kyu, destruyendo su sueño de tener una vida perfecta con su esposo. |
| Goo Jae-yee   | Do Hwa-young | 12               | Es la directora de un bufete de abogados, una mujer sexy y atrevida que está en el lado más relajado de las relaciones. A diferencia de muchas mujeres, Hwa-young es segura en su trabajo y su sexualidad. Su complicado pasado con los hombres finalmente la alcanza cuando se reencuentra con su exnovio Kang Tae-oh, por quien aún tiene sentimientos. A pesar de haber estado con varios hombres nunca se ha metido con uno casado, sin embargo las cosas se complican cuando comienza a sentirse tentada por Tae-oh, quien ahora está casado y cuya esposa es una de sus clientes. Sin embargo cuando se da cuenta de sus acciones, Hwa-young decide terminar con la aventura. |

### Personajes secundarios[13]
| Actor          | Personaje       | N.º de episodios | Notas |
| -------------- | --------------- | ---------------- | --- |
| Lee Hee-joon   | Han Sang-hoon   | -                | Es un padre soltero y complejo que se queda cerca de Jang Se-yeon y la cuida después de la aparente muerte de su esposo, ambos demuestran interés el uno por el otro y Sang-hoon se convierte en una fuente de fortaleza para ella, cuando atraviesa momentos difíciles. Sin embargo en realidad Sang-hoon esconde un oscuro secreto. |
| Oh Jung-se     | Kim Young-dae   | -                | Es el esposo de Jang Se-yeon. Un hombre aparentemente amable, dulce y cariñoso, que luego de "morir" bajo circunstancias misteriosas mientras se encontraba en un viaje de negocios a China, se revela que en realidad está vivo y que había fingido su muerte por dos años para poder obtener dinero del seguro, amenazando a su esposa con no decir la verdad. Cuando su hija está pasando por momentos difíciles, él prioriza el dinero. |
| Lee Hae-young  | Cha Min-jae     | -                | Es el amante de Kim Eun-soo y el padre de Cha Sun-ho. Después de ser asesinado, Eun-soo comienza a sospechar que su hijo Sun-ho es el responsable. |
| Jung Ga-ram    | Cha Sun-ho      | -                | Es el inteligente hijo de Cha Min-jae. Después de la muerte de su padre, Sun-ho comienza a asistir con la psiquiatra Kim Eun-soo, a quien le revela que estaba buscando a la amante de su padre, a quien creía responsable de su muerte. Poco después cuando descubre que Eun-soo era la amante, comienza a acosarla, culpándola por su muerte.                                                                                             |
| Park Byung-eun | Hwang Dong-seok | -                | Es el esposo Han Jung-won, a quien conoció cuando pasaba por mometos difíciles. Dong-seok ahora es un exitoso y famoso chef que trabaja en un popular programa de comida. Parece tener una relación feliz con su esposa y su único deseo es el de poder tener un hijo. Está tan concentrado y obsesionado en dejarla embarazada para los propósitos de su reality show, que se olvida que su esposa es una mujer y un ser humano.           |
| Ji Il-joo      | Kwon Min-kyu    | -                | Es un maestro audaz y honesto que se lleva bien con sus estudiantes. Sin embargo no piensa cuando se trata de amor y es directo. Es amigo de Han Jung-won, a quien desde el inicio le deja muy claro que está interesado en ella. Un día cuando Jung-won es decepcionada por su esposo, termina iniciando una aventura con Min-kyu. |
| Kim Hee-jin    | Yang Jin-gun    | -                | Es un atractivo especialista en divorcios y también un seductor que no cree en el amor, a pesar de tener a muchas mujeres a su alrededor. Ha estado casado en varias ocasiones y todas han termina en divorcios. Es el compañero de Do Hwa-young, con quien comparte asuntos oficiales, personales y sexuales. |
| Kim Min-soo    | Kang Tae-oh     | -                | Es el exnovio de Do Hwa-young. Cuando su esposa comienza a sospechar que le está siendo infiel, contacta al bufet de Hwa-young y les pide que lo sigan. Cuando la expareja se reencuentra, se dan cuenta de que aún están enamorados y comienzan una aventura, sin embargo cuando Hwa-young lo ve con su esposa, se da cuenta de su error y decide terminar la relación.                                                                    |
| Lee Sang-hee   | Park Jung-sim   | -                | Es una mujer que vivía con Kim Young-dae, antes de que él se casara con Jang Se-yeon. Más tarde se revela que en realidad Young-dae fue el encargado de manipularla para que amenazara a Se-yeon con el dinero del seguro de vida a cambio de mantener en secreto que Young-dae seguía con vida. También se revela que en realidad ella había sido la responsable de la muerte de Young-dae.                                                |
| Jang Hee-jung  | Baek Jae-hee    | -                | Es la dueña de un taller de velas y amante de Hwang Dong-seok, el esposo de Han Jung-won. Cuando es asesinada junto a su suegra, la policía sospecha que Dong-seok es el responsable de las muertes, luego de descubrir que Jae-hee estaba embarazada de él. |
| Kim Ho-jung    | Na Yoon-jung    | -                | Es la dueña de un salón y la suegra de Baek Jae-hee, quien es asesianda junto a Jae-hee. |
| Choi Yoo-hwa   | Jin Hye-rim     | -                | |
| Ahn Chang-hwan | Song Chang-hyun | -                | |
| Baek Soo-jang  | Nam Jin-yong    | -                | |
| Joo Ye-rim     | Kim Ye-rin      | -                | Es la hija de Jang Se-yeon y Kim Young-dae. Más tarde es hospitalizada. |
| Park So-yi     | Kim Sang-hee    | -                | Es la hija de Park Jung-sim. |
| Lee Hyo-bi     | Han Ah-yeon     | -                | Es la hija de Han Sang-hoon. |

### Otros personajes
| Actor          | Personaje         | Episodios donde apareció | Notas                                        |
| -------------- | ----------------- | ------------------------ | -------------------------------------------- |
| Jung Eui-soon  | -                 | -                        | Es una directora de entrenamiento.           |
| Lee Soo-in     | -                 | -                        | Es una doctora en ginecología y obstetricia. |
| Yoo Gun-woo    | -                 | 4                        | Es el director del programa de cocina.       |
| Jung Hyun-seok | -                 | -                        | Es un médico.                                |
| Hwang Geon     | Det. Park Dae-soo | 6                        |                                              |
| Kim Mi-hye     | -                 | 10-11                    | Es una reportera.                            |
| Kim Sang-kyoon | -                 | 10-14                    | Es un colega del detective Park Dae-soo.     |
| Nam Jung-woo   | -                 | -                        | Es un empleado de bienestar infantil.        |

### Apariciones especiales
| Actor     | Personaje | Episodios donde apareció | Notas |
| --------- | --------- | ------------------------ | --- |
| Lee Ha-na | -         | 12                       | Es una mujer misteriosa que está interesada en comprar la propiedad donde estaban el antiguo taller de velas de Baek Jae-hee y el salón de Na Yoon-jung. |

## Episodios
La serie está conformada por 12 episodios, los cuales fueron emitidos todos los sábados y domingos a las 22:00 (KST).

### Ratings
Los números en color rojo indican las calificaciones más bajas, mientras que los números en azul indican las calificaciones más altas.
| Ep.      | Fecha de emisión    | Participación promedio de audiencia | Participación promedio de audiencia | Participación promedio de audiencia |
| Ep.      | Fecha de emisión    | AGB Nielsen                         | AGB Nielsen                         | TNmS                                |
| Ep.      | Fecha de emisión    | Nacional                            | Seúl                                | Nacional                            |
| -------- | ------------------- | ----------------------------------- | ----------------------------------- | ----------------------------------- |
| 1        | 28 de abril de 2018 | 1.601%                              | 1.673%                              | 1.4%                                |
| 2        | 29 de abril de 2018 | 1.579%                              | 1.715%                              | 1.3%                                |
| 3        | 5 de mayo de 2018   | 0.826%                              | N/A                                 | 1.1%                                |
| 4        | 6 de mayo de 2018   | 0.831%                              | N/A                                 | 1.2%                                |
| 5        | 12 de mayo de 2018  | 0.873%                              | N/A                                 | 0.9%                                |
| 6        | 13 de mayo de 2018  | 1.366%                              | 1.619%                              | 1.3%                                |
| 7        | 19 de mayo de 2018  | 0.826%                              | N/A                                 | 1.0%                                |
| 8        | 20 de mayo de 2018  | 1.402%                              | 1.374%                              | 1.2%                                |
| 9        | 26 de mayo de 2018  | 1.115%                              | N/A                                 | 1.0%                                |
| 10       | 27 de mayo de 2018  | 1.469%                              | N/A                                 | 1.4%                                |
| 11       | 2 de junio de 2018  | 1.275%                              | N/A                                 | 1.5%                                |
| 12       | 3 de junio de 2018  | 1.642%                              | 1.700%                              | N/A                                 |
| Promedio | Promedio            | 1.234%                              | 1.616%                              | 1.2%                                |

## Música
El OST de la serie está conformado por las siguientes canciones:

### Parte 1
| N.º | Intérpretes     | Canción                                        | Letra | Música | Duración |
| --- | --------------- | ---------------------------------------------- | ----- | ------ | -------- |
| 1   | Savina & Drones | "Will You Hold Me?" (안아줄래)                 | -     | -      | -        |
| 2   |                 | "Will You Hold Me?" (versión en piano)         | -     | -      | -        |
| 3   |                 | "Will You Hold Me?" (Inst.)                    | -     | -      | -        |
| 4   |                 | "Will You Hold Me?" (Inst.) (versión en piano) | -     | -      | -        |

### Parte 2
| N.º | Intérprete         | Canción                      | Letra | Música | Duración |
| --- | ------------------ | ---------------------------- | ----- | ------ | -------- |
| 1   | Lee Ba-da (이바다) | "I Can't Never Stop"         | -     | -      | -        |
| 2   |                    | "I Can't Never Stop" (Inst.) | -     | -      | -        |

### Mistress OST - BGM
| N.º | Artista(s)                  | Canción                                         | Duración |
| --- | --------------------------- | ----------------------------------------------- | -------- |
| 1   | Hanclef (정중한) ft. Elaine | "It Could Be You"                               | -        |
| 2   | Hanclef (정중한)            | "Devil Inside Me" (내 안의 악마)                | -        |
| 3   | Hanclef (정중한)            | "Memory" (기억)                                 | -        |
| 4   | Hanclef (정중한)            | "Given Clue" (주어진 단서)                      | -        |
| 5   | Hanclef (정중한)            | "Everything is Entangled" (모든 게 서로 얽혀서) | -        |
| 6   | Hanclef (정중한)            | "Don't Believe Anyone" (아무도 믿지 말 것)      | -        |
| 7   | Hanclef (정중한)            | "Everyone Has a Secret" (누구나 비밀은 있다)    | -        |
| 8   | Hanclef (정중한)            | "Red Shoes" (빨간구두)                          | -        |
| 9   | Hanclef (정중한)            | "If You Miss It" (놓치면 끝)                    | -        |
| 10  | Hanclef (정중한)            | "Everyone Has a Reason" (누구나 이유는 있다)    | -        |
| 11  | Hanclef (정중한)            | "I Miss You" (당신이 그립습니다)                | -        |
| 12  | Hanclef (정중한)            | "Dangerous Illusion" (위험한 착각)              | -        |
| 13  | Hanclef (정중한)            | "Someone Will Win" (누군가는 이기겠지)          | -        |
| 14  | Hanclef (정중한)            | "Tailgating Games" (꼬리잡기 게임)              | -        |
| 15  | Hanclef (정중한)            | "The Only Way" (유일한 방법)                    | -        |
| 16  | Hanclef (정중한)            | "Must Be Strong" (강해져야 한다)                | -        |
| 17  | Hanclef (정중한)            | "A Living Puzzle" (살아있는 퍼즐)               | -        |
| 18  | Hanclef (정중한)            | "Regret is Always Late" (후회는 항상 늦는다)    | -        |
| 19  | Hanclef (정중한)            | "Someone Behind" (누군가 뒤에서)                | -        |
| 20  | Hanclef (정중한)            | "I Would Like To Know" (알고싶다)               | -        |

## Producción
La serie fue desarrollada por Studio Dragon y es un remake de la serie británica Mistresses de SJ Clarkson y Lowri Glain emitida por la BBC del 2008 al 2010.
También es conocida como "Mistresses" y/o "Mistresses Korea".
Fue dirigida por Han Ji-seung (한지승), quien contó con el apoyo de los guionistas Go Jung-woon (고정운) y Kim Jin-wook (김진욱). Mientras que la producción ejecutiva estuvo a cargo de Cho Hyung-jin y Kim Sang-heon.
La primera lectura del guion fue realizada el 15 de marzo de 2018 en la oficina principal de Studio Dragon en Sangam-dong, Seúl, Corea del Sur.
La serie contó con el apoyo de la compañía de producción "Chorokbaem Media".